# Alabastron

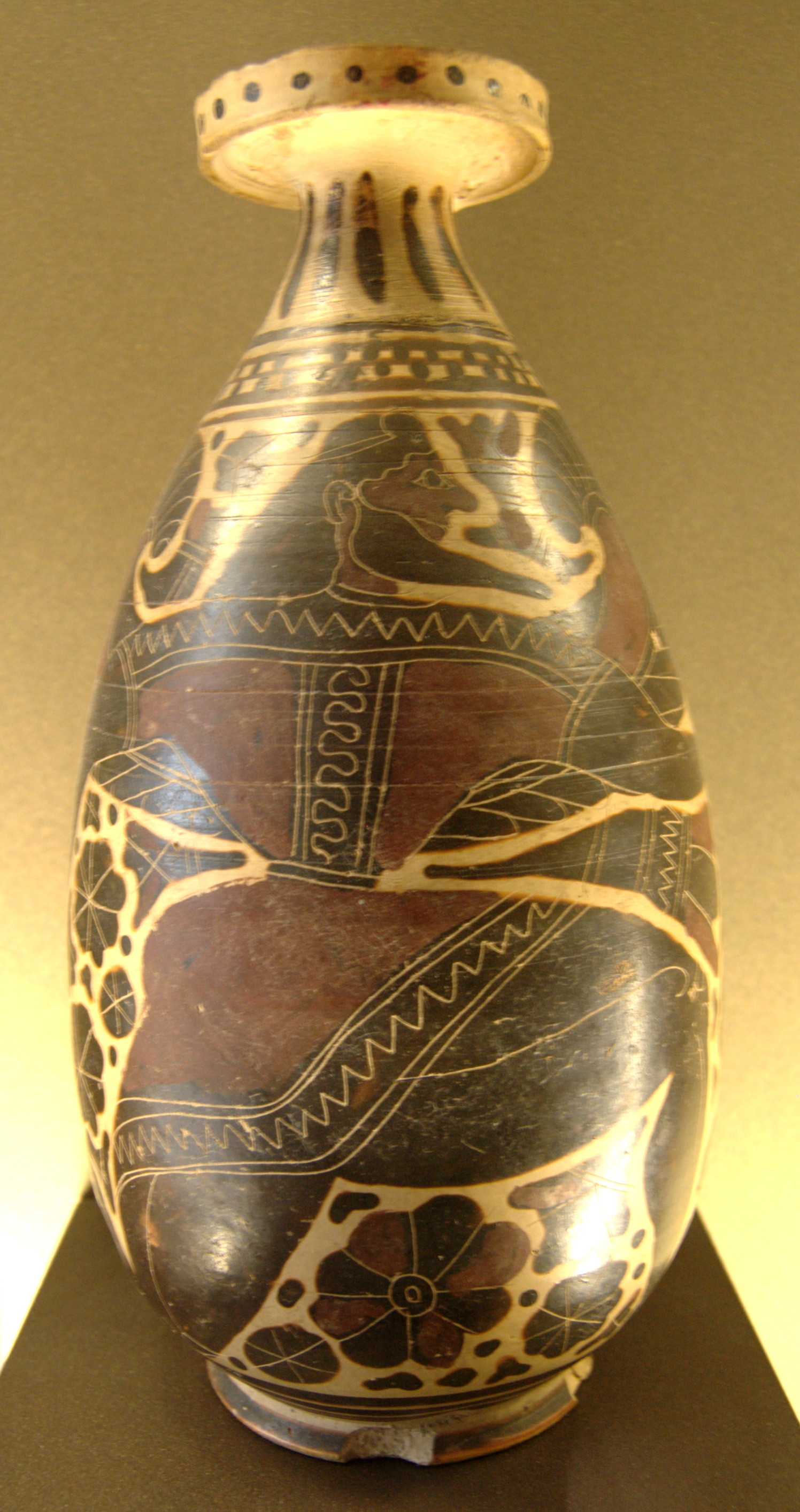
Alabastron corinzio, 615-600 a.C. Parigi, Louvre L27.

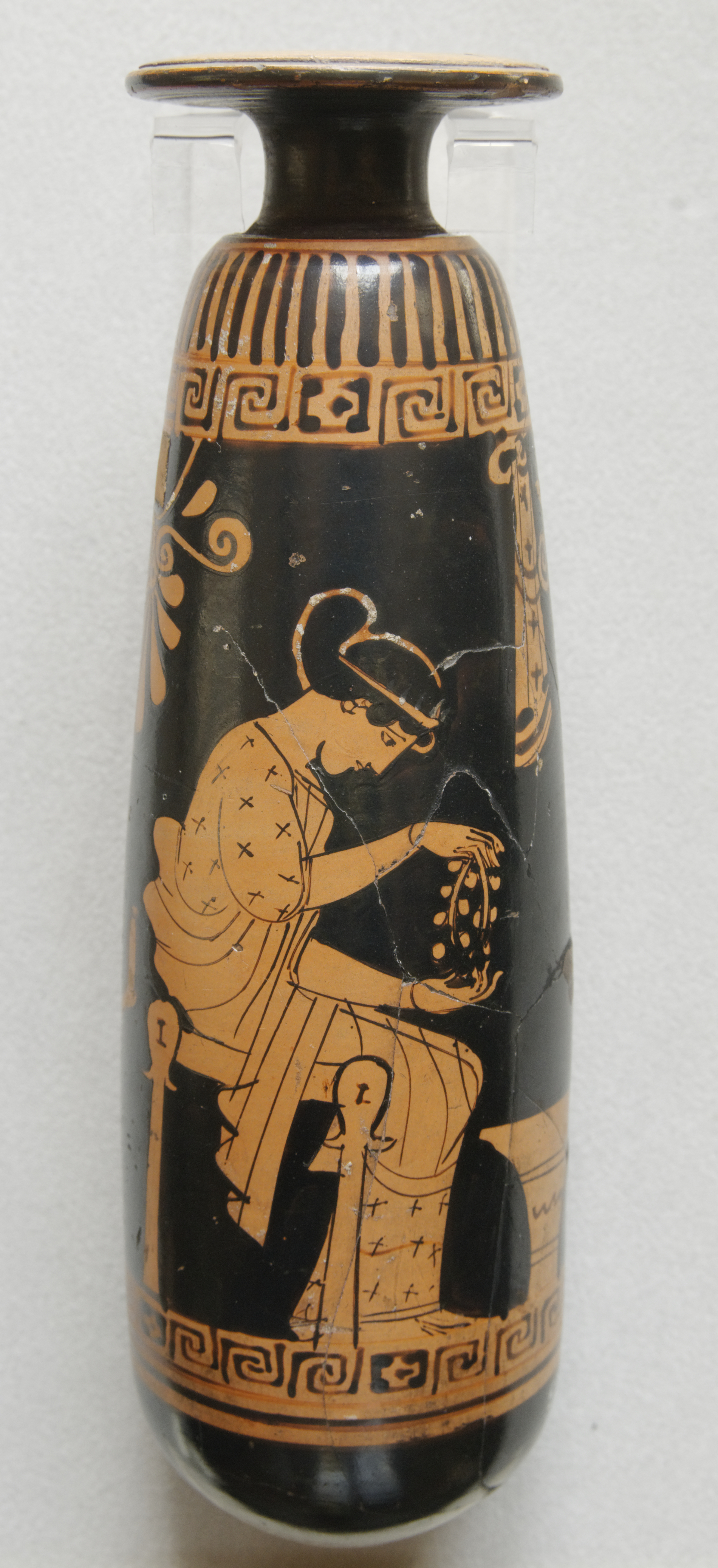
Alabastron attico, 500-450 a.C. Parigi, Cabinet des médailles, De Ridder 508.

L'alabastron (in greco antico: ἀλάβαστρον?, alàbastron) è un tipo di vaso utilizzato nel mondo antico per la conservazione d'olio, profumi o oli da massaggio.

## Caratteristiche
L'alabastron ha origine antica e certamente pregreca; prende il nome dal materiale (l'alabastro appunto) con cui era originariamente prodotto dai popoli che abitavano l'Africa mediterranea da cui poi si diffuse nel mondo classico.
Morfologicamente si contraddistingue per dimensioni molto ridotte (che consentono di tenere il vaso in una mano),  corpo longilineo e allungato, assenza di anse, e collo abbastanza stretto da permettere al liquido di cadere goccia a goccia. Molti esemplari presentano inoltre labbra piatte (così concepite per consentire l'applicazione degli oli direttamente sulla pelle) e base arrotondata, priva di piede, che implicava una struttura di appoggio (talvolta realizzata in metalli preziosi) o due forellini per mezzo dei quali veniva fatta passare una cordicella che permetteva al vaso di essere appeso. La conformazione dell'alabastron rispondeva ad esigenze particolari, similmente ad altre forme vascolari come la lekythos o l'ariballo, di modo che nel complesso il vasetto fosse adatto a contenere liquidi particolarmente preziosi e rari.
Da un punto di vista archeologico si distinguono tre tipologie principali di alabastra:
- una forma convenzionale di origine corinzia, diffusa in tutta la Grecia dalla seconda metà del VII secolo a.C. alla metà del VI secolo a.C., contraddistinta da corpo allungato con diametro massimo verso la base, profilo continuo, non più alta di 8/10 cm;
- una forma attica, più lunga (fino a 20 cm di altezza), introdotta alla fine del VI secolo a.C. e diffusa fino all'inizio del IV, ad imitazione della forma egiziana, con profilo a collo distinto, base arrotondata e struttura di mantenimento;
- una versione piriforme restituitaci soprattutto dai siti archeologici dell'Etruria e della Grecia orientale.

A livello decorativo l'alabastron segue la naturale evoluzione del decorativismo greco chiaramente adattato alla forma e alle dimensioni dell'oggetto che veniva scomposto generalmente in quattro bande orizzontali successivamente dipinte. Sono stati rinvenuti anche esemplari rifiniti con metalli preziosi, di fattura estremamente pregevole, evidentemente destinati ad un pubblico aristocratico.

## In Oriente
L'alabastron, di origine non greca, era diffuso in tutte le terre del Mediterraneo antico e in particolare in Oriente e in Egitto. Evidenze archeologiche dimostrano come in questi luoghi l'alabastron fosse concepito in modo differente, realizzato sovente con materiali diversi dall'argilla come l'originale alabastro e il vetro dipinto.